# Douglas Tilden
Douglas Tilden (1 de mayo de 1860 - 5 de agosto de 1935) fue un escultor estadounidense. Estaba sordo por una escarlatina sufrida a la edad de cuatro años y asistió a la Escuela para Sordos de California en Berkeley, California (ahora en Fremont, California). Esculpió numerosas estatuas que se encuentran hoy en San Francisco, Berkeley y el área de la Bahía de San Francisco. 

## Primeros años
Douglas Tilden nació el 1 de mayo de 1860 del matrimonio formado por el Dr. William Peregrine Tilden y Catherine Maria Hecox Tilden en Chico, California. Cuando tenía cuatro años, perdió la audición y el habla después de un fuerte ataque de escarlatina.
Tilden ingresó en la Escuela para Sordos de California (entonces ubicada en San Francisco) el 25 de enero de 1866, estudiando con Theophilus d'Estrella. Se mudó con la Escuela a un lugar cerca del campus de Berkeley de la Universidad de California en lo que hoy es la residencia de estudiantes del Campus Clark Kerr en 1869 y se graduó en 1879. Después de graduarse, pasó a asistir y enseñar en la Universidad de California en Berkeley, donde estudió con Francis Marion Wells.
Tilden aprendió a esculpir en 1883 y produjo una pequeña estatuilla titulada Tired Wrestler en 1885, que llamó la atención de la junta directiva de la Escuela para Sordos de California. Posteriormente, la junta le ofreció la oportunidad de dedicarse a la escultura y, en 1887, dejó Berkeley para asistir a la Academia de Diseño de Nueva York, y de allí partió para estudiar arte en París. Después de llegar a París en 1888, Tilden estudió con Paul-François Choppin, otro escultor sordo.

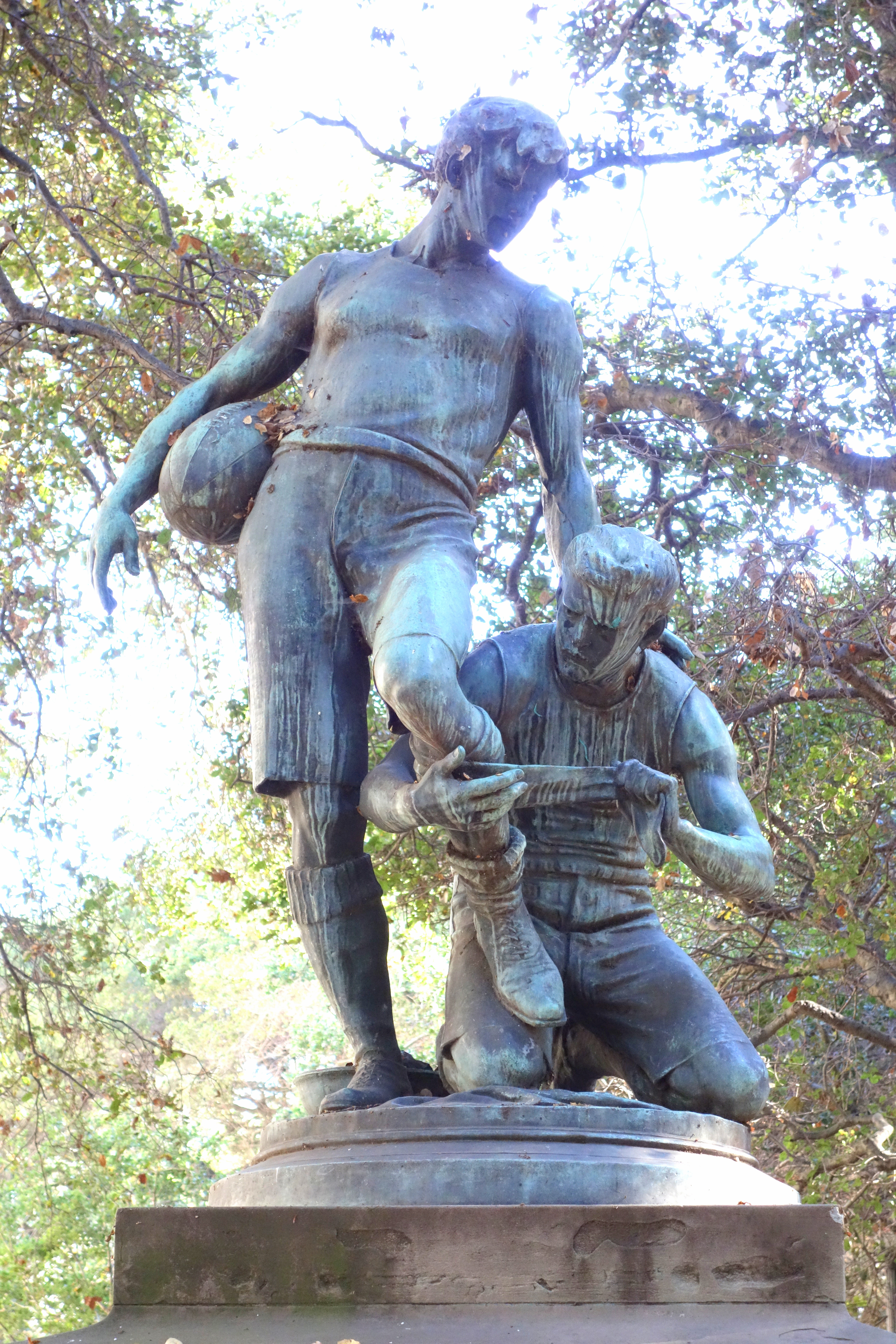
Los futbolistas (1900) en 2013.

Después de varios años exitosos en París, Tilden regresó a la Escuela para Sordos de California en 1893; sin embargo, después de casarse en 1896, Tilden abandonó la escuela para dedicarse a esculpir a tiempo completo. Debido a que su estadía en París había sido pagada por la escuela, sintieron que debía seguir sirviendo como maestro, mientras que Tilden sintió que su educación había sido un regalo. A cambio, la Escuela para Sordos de California confiscó una de las primeras obras de arte de Tilden, The Bear Hunt, como pago.

## Carrera

Ilustración de Tilden de 1901.

Tilden fue reconocido por primera vez por su escultura mientras estaba en París. Su primera obra expuesta, titulada The National Game, The Baseball Player o The Ball Player, fue una escultura de un lanzador de béisbol en su posición de lanzamiento. La escultura fue admitida en el prestigioso salón de eventos en 1889, donde ganó una medalla. Esto fue seguido por The Tired Boxer (exhibido en el Salón de París en 1890), The Young Acrobat (en el Salón de 1891), The Bear Hunt (en el Salón de 1892) y The Football Players (en el Salón de 1893).
Muchos detectan cierto homoerotismo en sus obras porque presentan a jóvenes deportistas que a menudo no están vestidos. En los Los futbolistas, muchas personas han notado que la escena de dos jóvenes jugadores de fútbol, uno herido y descansando sobre el hombro del otro, y el otro vendando la herida con ternura, muestra el vínculo íntimo masculino en el deporte como de interdependencia entre los dos. La comunidad gay y lesbiana ha adoptado la estatua como representando el mejor ideal de la comunidad queer visible en el campus de Berkeley.
Fue miembro de la National Sculpture Society. La serie de Los futbolistas marcó el inicio de la asociación de Tilden con su patrocinador más importante, James D. Phelan, quien encargó el siguiente trabajo importante de Tilden después de regresar al área de la Bahía, la fuente del Día de Admisión instalada en Market Street en 1897. 
En 1901, Tilden fue declarado "violentamente demente" después de un incidente en la casa de su suegro donde, sin previo aviso, "comenzó a destruir los muebles de la habitación" en la que estaba reunida su familia. El incidente había sido exagerado por un sirviente doméstico.  Tilden había regresado a casa temprano y, olvidando su llave, había entrado en la casa por una ventana abierta.
El sirviente, que había sido contratado recientemente y creía que esto no era característico de su empleador, encerró a Tilden en su habitación, y Tilden intentó alertar a otros de que estaba atrapado golpeando la puerta con un martillo. El asustado sirviente llamó a la policía, que llevó a Tilden a un hospital psiquiátrico. Después de separarse de su esposa Bessie en 1918, Tilden se mudó a su estudio y trabajó para el Estudio de Hal Roach, esculpiendo animales para escenarios de películas.

## Trabajos seleccionados
| Nombre                                  | Año  | Ciudad           | localización                           | Descripción/ Notas | Imagen | Referencias                 |
| --------------------------------------- | ---- | ---------------- | -------------------------------------- | --- | ------ | --------------------------- |
| The Ball Player                         | 1889 | San Francisco    | Golden Gate Park                       | El primer trabajo importante de Tilden. También conocido como el juego nacional o el jugador de béisbol. |        | [ 11 ]                      |
| The Tired Boxer                         | 1890 | San Francisco    | de Young Museum                        | Comprado y anteriormente propiedad de The Olympic Club. |        | [ 11 ]                      |
| The Young Acrobat                       | 1891 | Washington D. C. | Smithsonian American Art Museum        | Un bebé pequeño sostenido en alto por un brazo sin cuerpo. Previamente expuesta en el parque Golden Gate. |        | [ 11 ] [ 12 ] [ 13 ]        |
| Bear Hunt                               | 1892 | Fremont          | California School for the Deaf         | También conocido como los cazadores de osos. Una estatua de un oso que protege a su cachorro y lucha con dos nativos americanos. |        | [ 12 ] [ 14 ]               |
| The Football Players                    | 1893 | Berkeley         | Strawberry Creek                       | Una de las primeras obras de arte permanentes en el campus de la Universidad de California, Berkeley. El alcalde de San Francisco, Phelan, compró un casting de The Football Players y anunció que se otorgaría a la universidad que ganó el Gran Juego dos años seguidos. Después de que Cal derrotara a Stanford en 1898 y 1899, el monumento fue dedicado el 12 de mayo de 1900. |        | [ 8 ] [ 15 ] [ 16 ]         |
| Admission Day                           | 1897 | San Francisco    | Market Street (at Post and Montgomery) | Parte de un monumento que conmemora la admisión de California en los Estados Unidos. |        | [ 17 ] [ 18 ]               |
| Mechanics Monument                      | 1901 | San Francisco    | Market Street (at Battery)             | Sirvió de inspiración para que la ciudad se reconstruyera. La fuente se retiró en algún momento y el grupo de la estatua se ha movido varios pies varias veces. |        | [ 17 ] [ 19 ]               |
| Junipero Serra                          | 1906 | San Francisco    | Golden Gate Park                       | También donado por Phelan a San Francisco. |        | [ 20 ]                      |
| Spanish–American War Soldier's Monument | 1906 | Portland, Oregon | Lowndsale Square                       | Conmemorando a los voluntarios de Oregon que lucharon en la guerra hispanoamericana. |        | [ 21 ]                      |
| <i id="mw1w">California Volunteers</i>  | 1906 | San Francisco    | Market Street (at Dolores)             | Conmemorando a los voluntarios de California que lucharon en la guerra hispanoamericana. |        | [ 22 ]                      |
| Stephen M. White                        | 1907 | San Pedro        | Cabrillo Beach                         | Originalmente instalado en Los Ángeles en el Ayuntamiento. Recibió la crítica contemporánea como "topheavy" con un "gesto vehemente". |        | [ 20 ] [ 23 ] [ 24 ] [ 25 ] |

## Vida personal

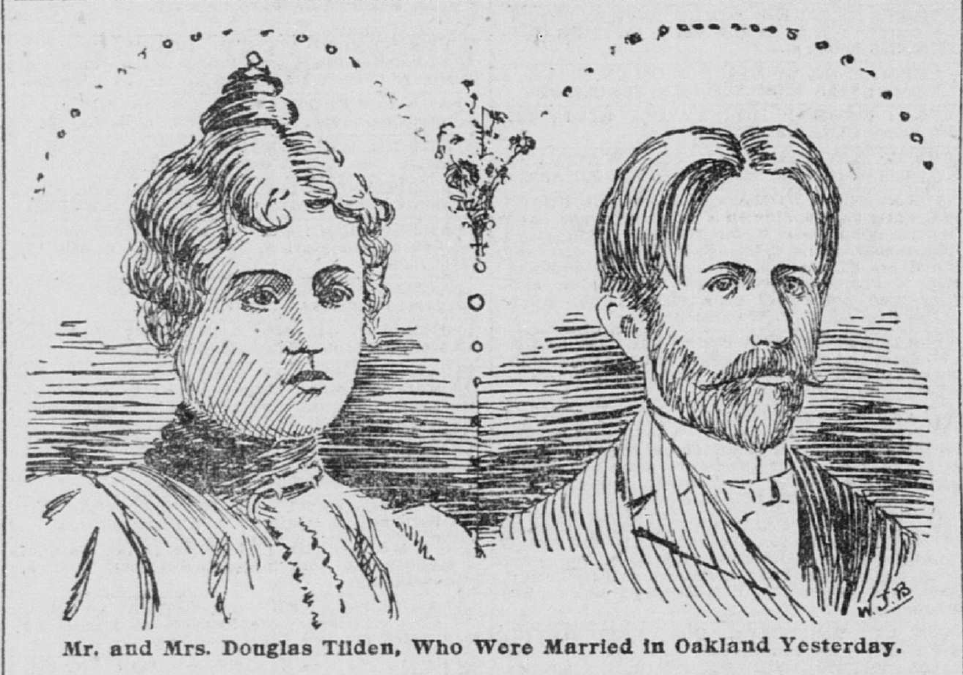
Bessie Cole y Tilden, 1896; ilustración del San Francisco Call informando su matrimonio.

El 9 de junio de 1896, Tilden se casó con Elizabeth "Bessie" Cole, una exalumna suya, también sorda. Aunque la unión produjo dos hijos, una hija Gladys (nacida el 5 de enero de 1900) y un hijo Willoughby Lee (nacido el 4 de septiembre de 1903), no resultó ser feliz. Con los años la Sra. Tilden estuvo sujeta a "episodios de melancolía" que, entre otras cosas, ejercían una gran presión sobre la relación. Se separaron y la señora Tilden, quien durante años había gestionado sus propiedades, alquiló su estudio a un grupo de teatro, lo que obligó a Tilden a esculpir en un cobertizo. A medida que se iban separando, el abogado de Tilden escribió: "Además, la esposa [Bessie] tiene conocimiento de indescresiones [sic] en la conducta personal del Sr. Tilden, que lo privaría de cualquier capacidad para comparecer ante un tribunal, como decimos, "con las manos limpias". El Sr. Tilden afirma que la Sra. Tilden ha sido "indiscreta" [sic]-. La pareja se separó en 1918, y Bessie posteriormente solicitó el divorcio en 1924, que finalizó en 1926. Las supuestas "indiscreciones personales" podrían referirse a relaciones románticas con otros hombres. Sus diarios fueron estudiados por la Universidad Gallaudet y la Escuela para Sordos de Fremont, e indican un interés íntimo hacia Theophilus Hope d'Estrella, otro artista sordo que también fue alumno en la misma escuela para Sordos de Fremont, el cual acabaría ejerciendo como fotógrafo y nunca se casó. d'Estrella viajó a París y se quedó un mes con Tilden.
Tilden fue encontrado muerto en su estudio de Berkeley el 6 de agosto de 1935. Está enterrado en la parcela de la familia Cole del cementerio Mountain View en Oakland, California, con su exesposa Bessie (muerta en 1949) y su hijo Willoughby (muerto en 1931).